# Laserkräuter
Die Laserkräuter (Laserpitium) sind eine Pflanzengattung innerhalb der Familie der Doldenblütler (Apiaceae).

## Beschreibung

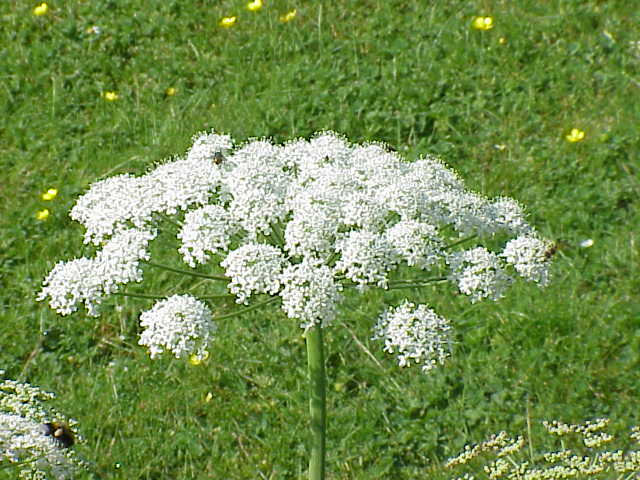
Doppeldoldiger Blütenstand des Breitblättrigen Laserkrautes (Laserpitium latifolium)

### Vegetative Merkmale
Laserkraut-Arten wachsen als ausdauernde krautige Pflanzen. Die kräftigen Stängel sind nicht hohl und besitzen oft Reste der Blattstiele an ihrer Basis.
Die wechselständig angeordneten Laubblätter sind in Blattscheide, Blattstiel und Blattspreite gegliedert. Die gut ausgebildete Blattscheide ist breit. Die Blattspreite ist mehrfach, meist zwei- bis dreifach gefiedert. Die Form der Fiederabschnitte kann bei den einzelnen Arten recht unterschiedlich sein.

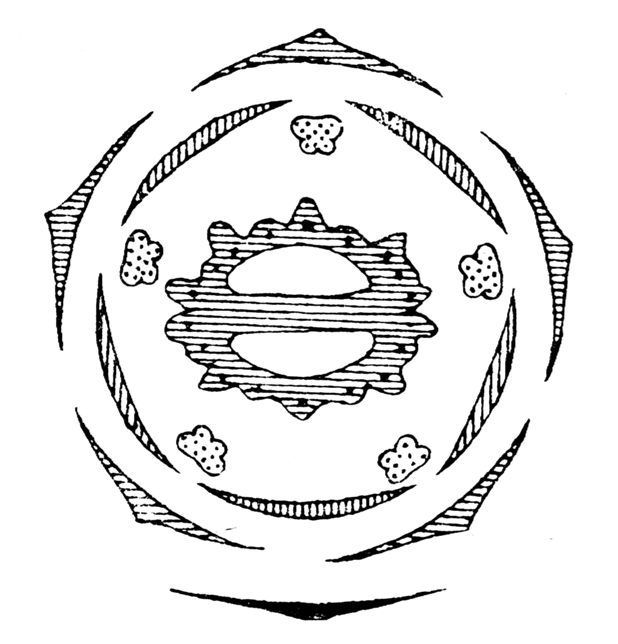
Blütendiagramm

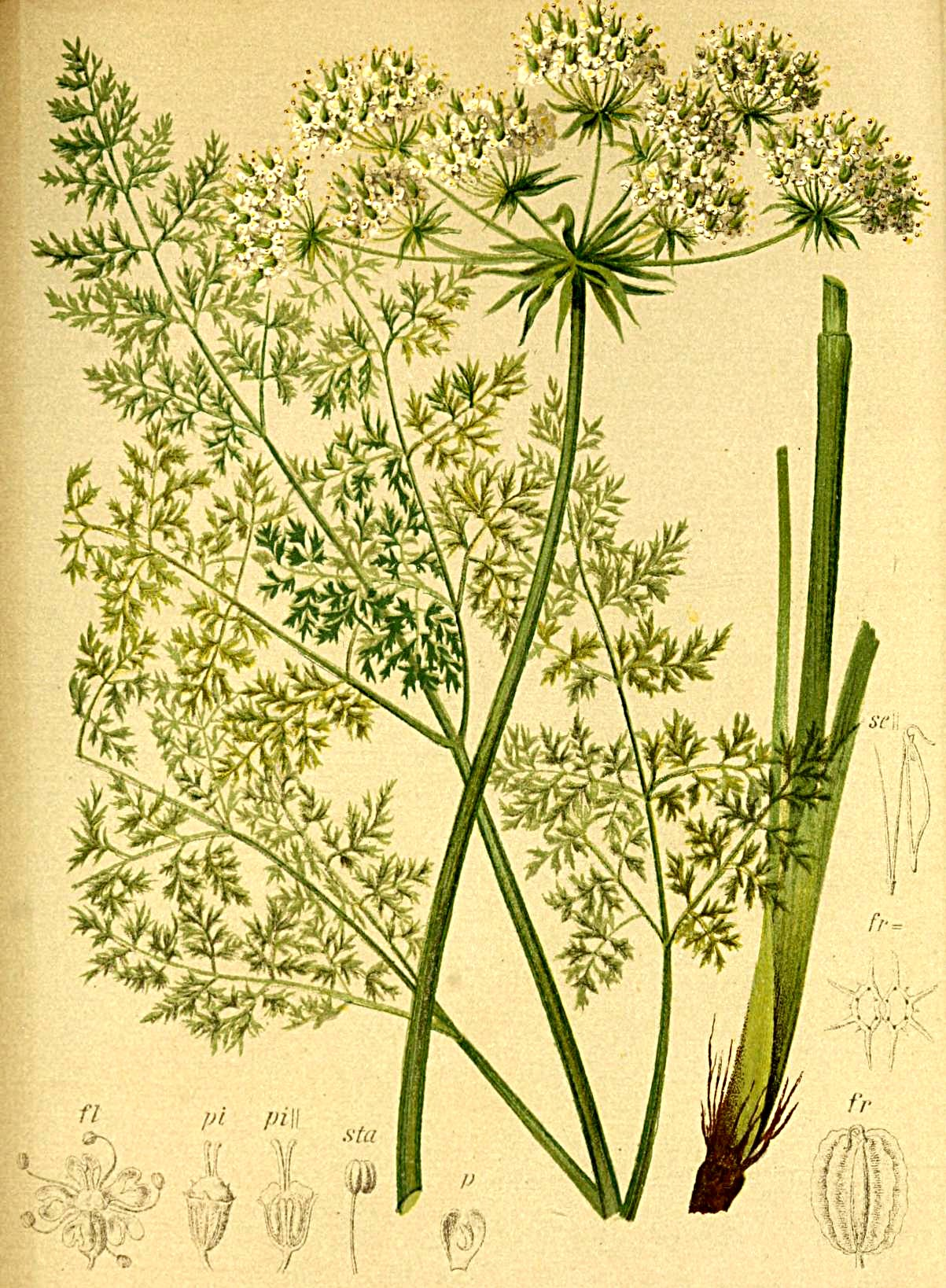
Illustration von Rauhaar-Laserkraut (Laserpitium halleri) aus Atlas der Alpenflora

### Generative Merkmale
Die doppeldoldigen Blütenstände weisen einen großen Durchmesser auf und enthalten viele weiße oder gelblich-weiße Blüten angeordnet. Sowohl Hüllblätter als auch Hüllchenblätter sind normalerweise zahlreich und an allen Seiten vorhanden und sie sind schmal lanzettlich oder schmal dreieckig. Die freien Hüllblätter besitzen häutige Ränder.
Die zwittrigen Blüten sind radiärsymmetrisch und fünfzählig mit doppelter Blütenhülle. Der Kelch ist deutlich fünfzähnig. Es ist nur ein Kreis mit fünf Staubblättern vorhanden. Der Fruchtknoten ist unterständig. Es sind zwei Griffel vorhanden. Die Blütenformel ist
{\displaystyle \star K_{5}\;C_{5}\;A_{5}\;G_{\overline {(2)}}}
Die Spaltfrucht zerfällt in zwei Teilfrüchte an einem Karpophor. Die im Querschnitt rundlichen und nicht abgeflachten Teilfrüchte tragen vier Rückenflügel, von denen sich zwei nahe dem Rand befinden.
Die Chromosomengrundzahl beträgt x = 11.

## Standorte
Laserkraut-Arten gedeihen hauptsächlich in Trockenwäldern mit sandigen, stark durchlässigen Böden, an sonnigen Waldrändern oder auf Wiesen mit kalkhaltigen Böden.

## Systematik und Verbreitung

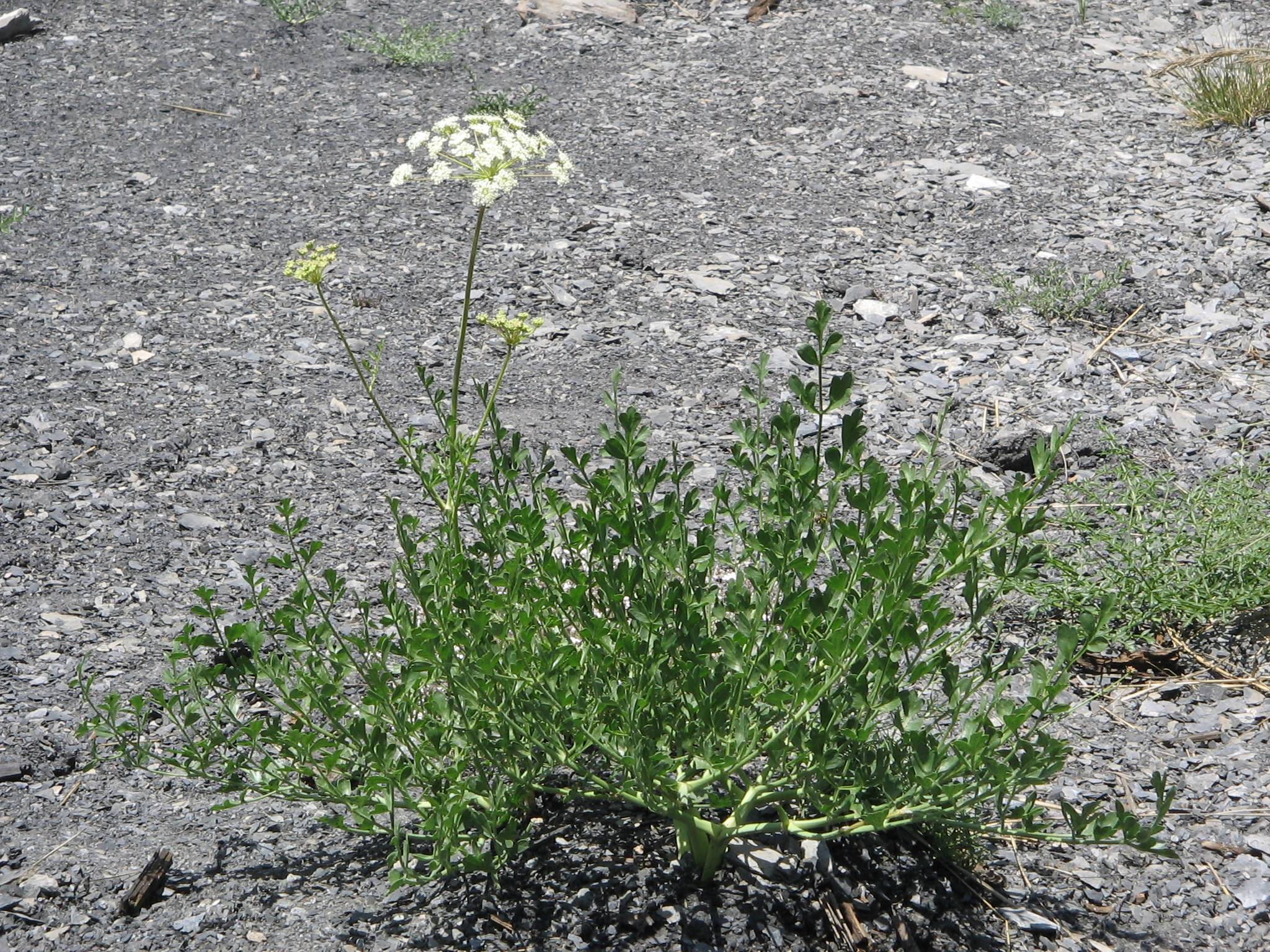
Französisches Laserkraut (Laserpitium gallicum)

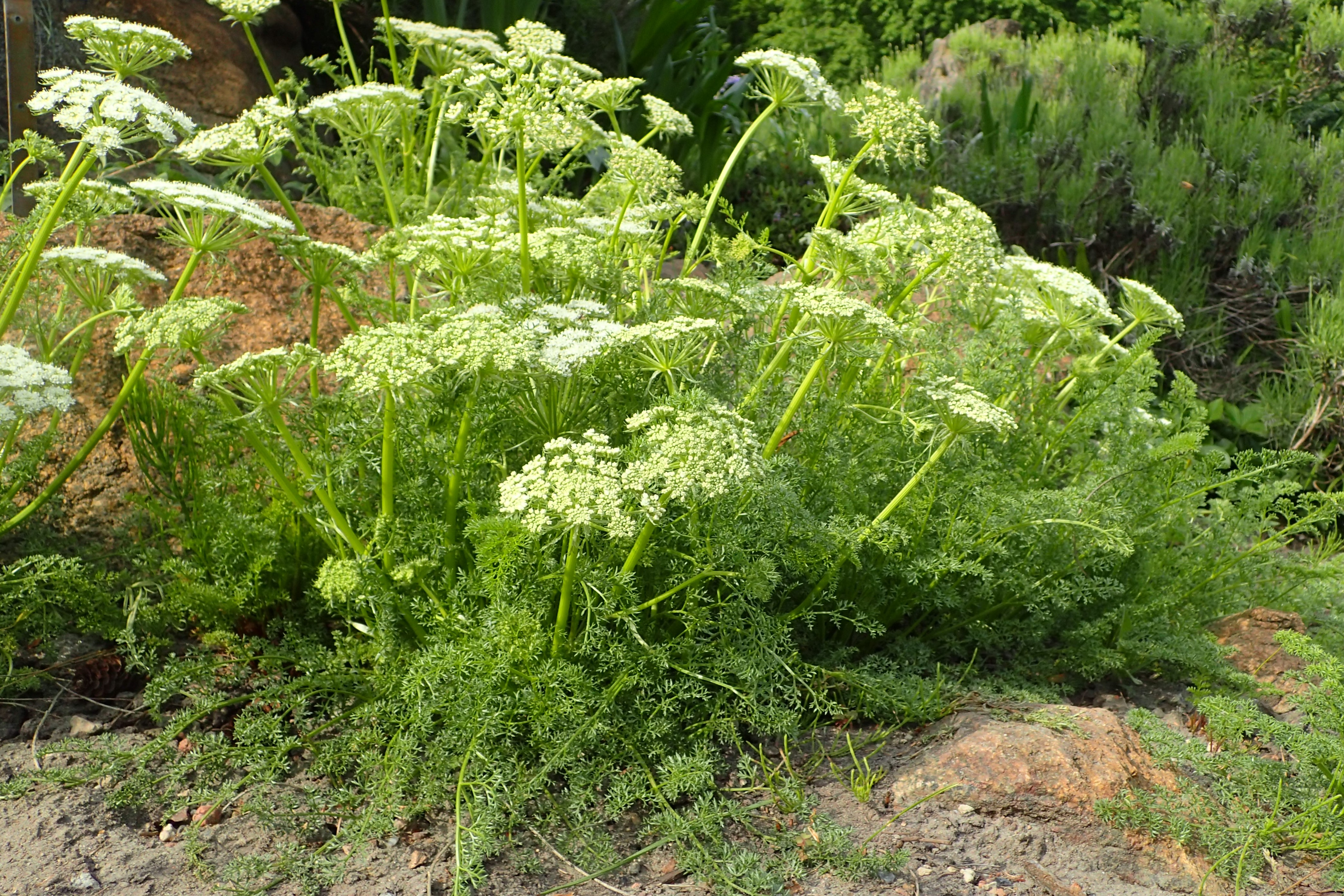
Rauhaar-Laserkraut (Laserpitium halleri)

Laserpitium hispidum

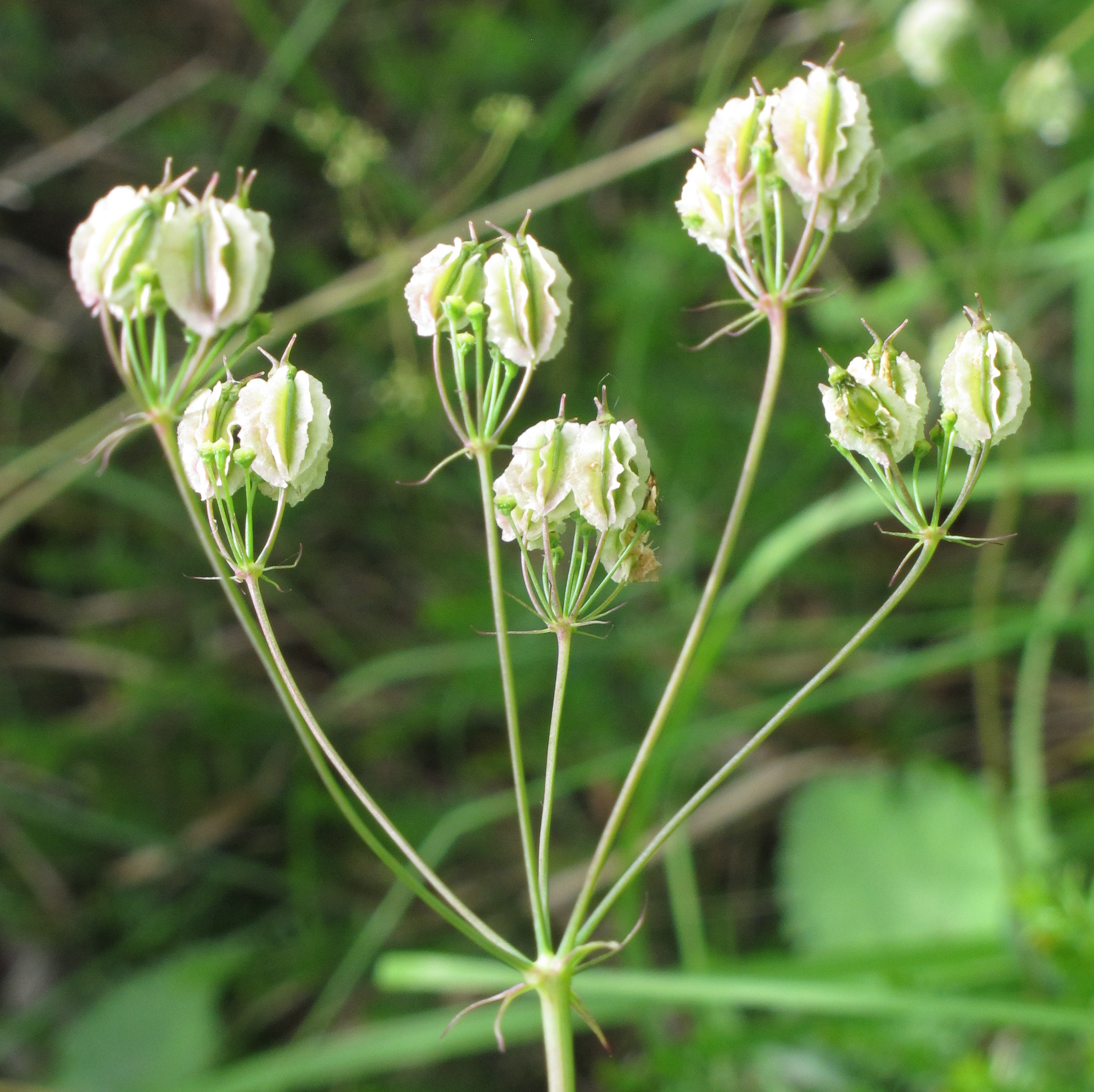
Haarstrang-Laserkraut (Laserpitium peucedanoides)

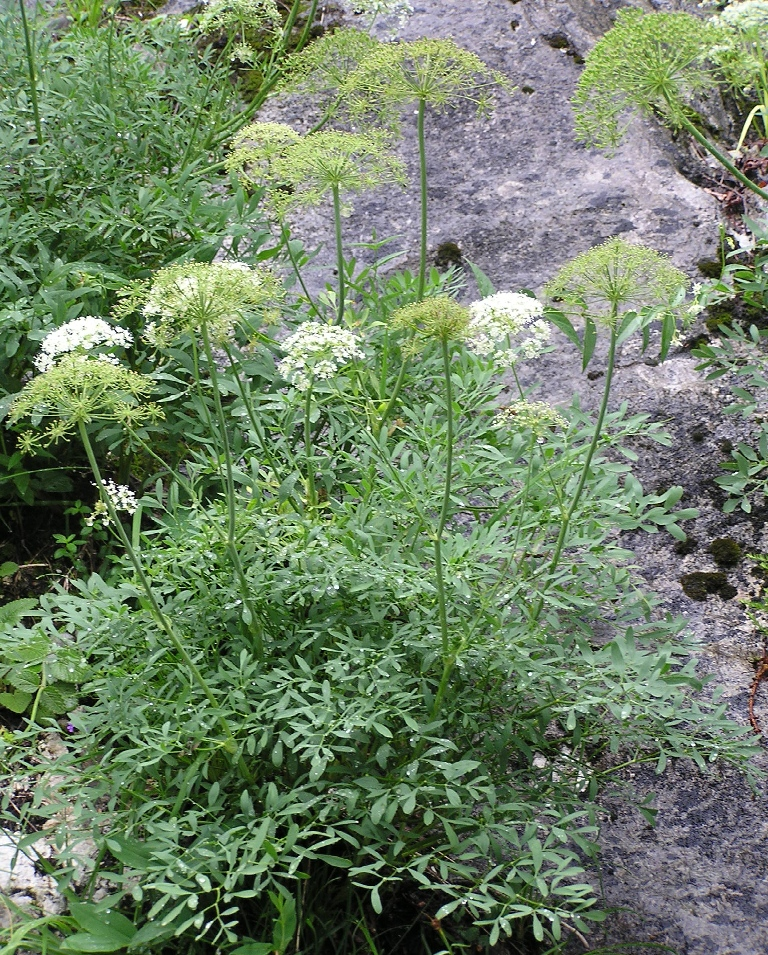
Berg-Laserkraut (Laserpitium siler)

Die Gattung Laserpitium wurde 1753 durch Carl von Linné in Species Plantarum, Band 1, S. 248 aufgestellt. Typusart ist Laserpitium gallicum L. Ein Synonym für Laserpitium L. ist Siler Mill.
Laserpitium-Arten kommen in weiten Teilen Europas vor.
Es gibt mindestens 13 Laserpitium-Arten (Auswahl):
- Laserpitium affine Ledeb.: Sie kommt in der Türkei und in Georgien vor.[7]
- Engelwurz-Laserkraut (Laserpitium archangelica Wulf.): Es ist im östlichen Mitteleuropa und auf der nördlichen Balkanhalbinsel im Gebirgsland verbreitet.[7]
- Laserpitium eliasii (Samp.) Sennen & Pau: Sie kommt auf der Iberischen Halbinsel vor.[7]
- Laserpitium emilianum Emb.: Sie kommt nur in Marokko vor.[7]
- Französisches Laserkraut (Laserpitium gallicum L.): Es kommt im Bergland von Spanien, Andorra, Italien und Frankreich sowie in Sardinien und auf Mallorca vor.[7]
- Laserpitium glaucum Post: Sie kommt in der Türkei, in Syrien, Jordanien und in Israel vor.[7]
- Rauhaar-Laserkraut, Hallers Laserkraut (Laserpitium halleri Crantz): Es gibt zwei Unterarten:[7]
  - Laserpitium halleri Crantz subsp. halleri: Sie gedeiht in den Alpen in Frankreich, der Schweiz, Italien und Österreich.[7]
  - Laserpitium halleri subsp. cynapiifolium (Viv. ex DC.) P.Fourn.: Dieser Endemit kommt nur auf Korsika vor.[7]
- Laserpitium hispidum M. Bieb.: Sie kommt ursprünglich in der Ukraine, in der Türkei, im Kaukasusraum und in Russland vor.[7]
- Krapfs Laserkraut (Laserpitium krapfii Cr.), auch Rotrandiges Laserkraut genannt[8]. Es gibt zwei Unterarten:
  - Laserpitium krapfii subsp. krapfii: Sie kommt in Italien, Slowakei, Slowenien, Serbien, Kroatien, Montenegro, Bosnien-Herzegowina, Bulgarien, Rumänien, Albanien, Polen und in der Ukraine vor.[7]
  - Laserpitium krapfii subsp. gaudinii (Moretti) Thell. (Syn.: Laserpitium gaudinii Moretti): Sie kommt in der Schweiz, in Norditalien, Österreich, Kroatien, Montenegro sowie Bosnien und Herzegowina vor.[7]
- Breitblättriges Laserkraut (Laserpitium latifolium L.): Es ist in mehreren Unterarten in Europa und im Iran verbreitet.
- Laserpitium longiradium Boiss.: Sie kommt in Spanien vor.[7]
- Laserpitium nestleri Soy.-Will.: Sie kommt in Portugal, Spanien, Andorra und Frankreich vor.[7]
- Glänzendes Laserkraut (Laserpitium nitidum Zanted.): Dieser Endemit kommt nur in den italienischen Südalpen zwischen Como und Trient vor.
- Laserpitium ochridanum Micevski: Sie kommt nur in Mazedonien vor.[7]
- Laserpitium orospedanum (Solanas & al.) Solanas & al.: Sie kommt in Spanien vor.[7]
- Laserpitium petrophilum Boiss. & Heldr.: Sie kommt in der Türkei vor.[7]
- Haarstrang-Laserkraut (Laserpitium peucedanoides L.): Es kommt in den Südostalpen von Italien, Österreich, Slowenien und Kroatien vor.[7]
- Preußisches Laserkraut (Laserpitium prutenicum L.): Es gibt zwei Unterarten:
  - Laserpitium prutenicum subsp. dufourianum (Rouy & Camus) Br.-Bl.: Es kommt nur im nordwestlichen Spanien und südwestlichen Frankreich vor.[7]
  - Laserpitium prutenicum L. subsp. prutenicum: Es in Mittel-, Ost- und in Teilen Südeuropas verbreitet, aber nicht im nordwestlichen Spanien und südwestlichen Frankreich.[9]
- Laserpitium pseudomeum Boiss.: Sie kommt in Griechenland vor.[7]
- Berg-Laserkraut (Laserpitium siler L.): Es gibt etwa fünf Unterarten:[7]
  - Laserpitium siler subsp. garganicum (Ten.) Arcang.: Sie kommt auf Sardinien, auf der Balkanhalbinsel, in Bulgarien und kam früher auch in Italien vor.[7]
  - Laserpitium siler subsp. laeve (Halácsy) Hartvig: Sie kommt in Griechenland vor.[7]
  - Laserpitium siler subsp. siculum (Spreng.) Santang., F.Conti & Gubellini: Sie kommt in Italien inklusive Sizilien vor.[7]
  - Laserpitium siler L. subsp. siler: Sie ist im Bergland Süd- und Mitteleuropas verbreitet.[9]
  - Laserpitium siler subsp. zernyi (Hayek) Tutin: Sie kommt im nordöstlichen Albanien und in Mazedonien vor.[7]
- Laserpitium stevenii Fisch. & Trautv.: Sie kommt im Nordkaukasus und in Georgien vor.[7]